# 同僚 (纳粹党)
同僚（Mitarbeiter）是一个纳粹党於1933至1939年间設立的政治衔级、头衔，而且是党内最低的政治职衔。1939年，政治衔级“同僚”被淘汰，取而代之的是一些新的准军事职衔。